# Александрија Њеђаловска
Александрија Њеђаловска (пољ. Aleksandria Niedziałowska) је село у Пољској које се налази у војводству Лублинском у повјату Красноставском у општини Рејовјец.
Од 1975. до 1998. године ово насеље се налазило у Хмелском војводству.